# Carpophthoromyia debeckeri
Carpophthoromyia debeckeri är en tvåvingeart som beskrevs av Meyer 2006. Carpophthoromyia debeckeri ingår i släktet Carpophthoromyia och familjen borrflugor.
Artens utbredningsområde är Malawi. Inga underarter finns listade.